# Рыцари Готэма
«Рыцари Готэма» (англ. Gotham Knights) — американский супергеройский телесериал, созданный Джеймсом Стотеро, Натали Абрамс и Чадом Файвэшем. Основан на одноимённом комиксе «DC Comics», главные роли в нём сыграли Оскар Морган, Оливия Роуз Кигэн, Навия Робинсон, Фэллон Смит, Анна Лори, Рахарт Адамс, Миша Коллинз. Премьерный показ проходил с 14 марта по 27  июня 2023 года на канале The CW. Шоу получило невысокие оценки критиков и было закрыто после первого сезона.

## Сюжет
Действие сериала начинается с убийства Брюса Уэйна. Окружной прокурор Харви Дент обвиняет в этом преступлении приёмного сына убитого Тёрнера Хейса, Харпер, Каллена Роу и уголовницу Дуэлу. Герои решают объединиться, чтобы очистить свою репутацию и выяснить, кто на самом деле убил Брюса Уэйна. Это приводит их к Суду Сов.
Создатели шоу подчёркивали, что это не спин-офф сериала «Бэтвумен».

## В ролях
- Оскар Морган — Тёрнер Хейс
- Оливия Роуз Кигэн — Дуэла Дент[англ.]
- Навия Робинсон — Кэрри Келли
- Фэллон Смит — Харпер Роу
- Тайлер Дикьяра — Каллен Роу
- Анна Лори — Стефани Браун
- Рахарт Адамс — Броуди
- Миша Коллинз — Харви Дент

## Список эпизодов
| №  | Название                                                   | Режиссёр           | Автор сценария                                                                            | Дата премьеры  |
| -- | ---------------------------------------------------------- | ------------------ | ----------------------------------------------------------------------------------------- | -------------- |
| 1  | «Pilot» «Пилот»                                            | Дэнни Кэннон       | Натали Абрамс Чад Файвэш Джеймс Стотеро                                                   | 14 марта 2023  |
| 2  | «Scene of the Crime» «Место преступления»                  | Джеффри Хант       | Чад Файвэш и Джеймс Стотеро                                                               | 21 марта 2023  |
| 3  | «Under Pressure» «Под давлением»                           | Лорен Пецке        | Натали Абрамс                                                                             | 28 марта 2023  |
| 4  | «Of Butchers and Betrayals» «О мясниках и предательствах»  | Джоффри Винг Шотц  | Дэвид Пол-Френсис и Девон Бальзамо-Гиллис                                                 | 4 апреля 2023  |
| 5  | «More Money, More Problems» «Больше денег, больше проблем» | Нимиша Мукерджи    | Элли Липсон и Саммер Плеир                                                                | 11 апреля 2023 |
| 6  | «A Chill in Gotham» «Прохлада в Готэме»                    | Алехандра Ля Роше  | Ники Холкомб и Нейт Гуалитери                                                             | 25 апреля 2023 |
| 7  | «Bad to Be Good» «Плохо быть хорошим»                      | Эви Йобиан         | Алегре Родригез и Мишель Фертни-Гудман                                                    | 2 мая 2023     |
| 8  | «Belly of the Beast» «Брюхо зверя»                         | Джеффри Хант       | Дэвид Пол-Френсис и Нейт Гуалитери                                                        | 9 мая 2023     |
| 9  | «Dark Knight of the Soul» «Душа Темного рыцаря»            | Эрик Дин Ситон     | Элли Липсон и Девон Бальзамо-Гиллис                                                       | 23 мая 2023    |
| 10 | «Poison Pill» «Ядовитая пилюля»                            | Элизабет Хенстридж | Ники Холкомб и Саммер Плеир                                                               | 30 мая 2023    |
| 11 | «Daddy Issues» «Проблемы с отцом»                          | Америка Янг        | Натали Абрамс и Кэролайн Драйс                                                            | 6 июня 2023    |
| 12 | «City of Owls» «Город сов»                                 | Бен Хернандез Брей | Брук Пол и Эми Ду Тёрлоу                                                                  | 20 июня 2023   |
| 13 | «Night of the Owls» «Ночь сов»                             | Джеффри Хант       | Телесценарий: Алегре Родригез и Мишель Фертни-Гудман Рассказ: Чад Файвэш и Джеймс Стотеро | 27 июня 2023   |

## Создание и оценки
Проект был анонсирован в декабре 2021 года. Сценаристами стали Натали Абрамс, Джеймс Патрик Стотеро и Чад Файвэш, режиссёром — Дэнни Кэннон. Роль Харви Дента получил Миша Коллинз. Съёмки пилотного эпизода начались в апреле 2022 года в Торонто. В мае 2022 года стало известно, что проект официально одобрен.
Премьерный показ сериала проходил с 14 марта по 27 июня 2023 года на канале The CW. В июне того же года шоу было закрыто. По времени это совпало с изменениями в программной политике и сокращением бюджета CW.
На сайте-агрегаторе отзывов Rotten Tomatoes «Рыцари Готэма» получили рейтинг 25 % при средней оценке 5 из 10. По мнению обозревателя портала «Лайфхакер» Дмитрия Камышенко, шоу «не блещет оригинальностью», но всё же может понравиться любителям комиксов. «Если рассматривать „Рыцарей Готэма“ как подростковую драму, позволяющую угадывать любимых персонажей из комиксов, то получается не самый плохой сериал, — пишет критик. — Правда, с совершенно неинтересными драками, предсказуемыми сюжетами и мрачными злодеями. Но если относиться к „Рыцарям Готэма“ как к полноценному шоу о супергероях, то он начинает казаться скучным и вторичным».